# Berzanski posrednik
Berzanski posrednik je pravno regulisano lice, obično povezano sa brokerskom kućom ili brokersko-dilerskim društvom, koje kupuje i prodaje akcije i ostale hartije od vrednosti za fizička i pravna lica, posredstvom berze ili putem vanberzanskog poslovanja, za određenu nadoknadu ili proviziju. Berzanski posrednici su prepoznatljivi po različitoj profesionalnoj sertifikaciji, u zavisnosti od toga koju licencu poseduju, kojim hartijama od vrednosti trguju ili koje usluge pružaju. U Sjedinjenim Američkim Državama, berzanski posrednik mora da položi ispit serije 7 i jedan od ispita serije 63 ili 66 da bi bio propisno licenciran.

## Istorijat
Počeci berzanskog poslovanja vezuju se za Rim, gde su, u 2. veku pre nove ere, zabeležene prva prodaja i kupovina deonica. Nakon pada Rima, berzansko posredovanje se nije održalo kao stvarno zanimanje, sve do Renesansnog doba kada se u nekim italijanskim gradovima-dražavama,poput Đenove i Venecije, počinje sa trgovanje državnim obveznicama. Nove berze otvaraju svoja vrata u 16. i 17. veku, uključujući i Londonsku berzu, koja je 1698. godine otvorena u jednom kafiću. Tokom 1800-ih, u Sjedinjenim Američkim Državama ispod krošnje jednog američkog platana osniva se Njujorška berza, potpisivanjem platanskog sporazuma od strane 24 berzanska predstavnika koji su se tom prilikom obavezali na trgovanje s 5 različitih hartija od vrednosti.

## Zahtevi za treninge i licence

### Kanada
U Kanadi, berzanski posrednik se još naziva i "registrovani predstavnik" ili "investicioni savetnik". Kako bi neka osoba postala licencirani registrovani predstavnik, a samim tim i kvalifikovana da pruža savete pri investiranju i trguje svim instrumentima osim derivatima, ta osoba mora biti zaposlena u firmi za investiranja i imati položen Kanadski kurs o hartijama od vrednosti (CSC), Priručnik ponašanja i prakse (CPH), kao i Trening program za investicionog savetnika (IATP) u trajanju od 90 dana. U roku od 30 meseci od dobijanja statusa "registrovani predstavnik", registrant je u obavezi da nakon licenciranja ispuni zahteve tražene stručnosti kako bi završio kurs Osnova upravljanja bogatstvom (WME). Registrovani predstavnik je takođe u obavezi da prođe 30 sati profesionalnog razvoja (materijalno znanje) i 12 sati obuke svake tri godine, na taj način nastavljajući proces edukacije koji je postavljen od strane Regulatorne organizacije za industriju investicija Kanade (IIROC). Da bi bio u prilici da trguje opcijama i/ili fjučersima, registrovani predstavnik mora proći kurs osnova derivata (DFC), a zatim kurs licenciranja opcija (OLC) i/ili kurs licenciranja fjučersa (FLC), ili u zamenu za to, kurs osnova derivata i licenciranja opcija (DFOL) za opcije. 

### Hong Kong
Da bi određeno lice postalo predstavnik, ono mora biti zaposleno u licenciranoj kompaniji i mora položiti 3 testa kako bi dokazalo svoju kompetentnost. Nakon položenog četvrtog testa, dobija se licenca specijaliste. Svi testovi se mogu polagati na HKSI institutu. Međutim, položena sva 4 testa ne znače i automatsko dobijanje licence. Licencu zatim mora da odobri finansijsko regulatorno telo.

### Indija
Berzanski posrednici obično dobijaju diplomu akademskih studija iz oblasti finansija ili poslovne administracije. Diploma iz oblasti finansija priprema studente da rade kao berzanski posrednici, stavljajući u fokus njihovih studija finansijske zakone i propise, zatim, računovodstvene metode i na kraju upravljanje investicijama. Studenti izučavaju principe ekonomije i valute, finansijsko planiranje i finansijsko predviđanje. Treninzi simulacije realnog poslovanja su često dostupni brokerima sa višim ambicijama, i oni im omogućavaju da steknu praktično iskustvo, a uz to im pružaju mogućnost da daljim radom steknu potrebne profesionalne licence. 

### Singapur
Da bi osoba postala trgovinski predstavnik u Singapuru, neophodno je da položi 4 testa, moduli 1A, 5, 6 i 6A instituta bankarstva i finansija. Nakon položenih testova, potrebno je prijaviti se za određene licence preko MAS i SGX.

### Velika Britanija
Bavljenje berzanskom trgovinom je regulisana profesija u Velikoj Britaniji i brokeri moraju steći određene priznate kvalifikacije koje izdaje Nadležnost finansijskog ponašanja (FCA), koje se nalaze na listi adekvatnih kvalifikacija navedenog regulatornog tela.
Veliki broj kvalifikacija je dostupan, a od svojih obaveza i zahteva poslodavaca zavisi koju će osoba izabrati.
Kvalifikacije uključuju:
- CISI diplomu četvrtog nivoa iz oblasti investicionih saveta Архивирано на веб-сајту  (24. март 2018)
- CISI diplomu sedmog nivoa iz oblasti upravljanja bogatstvom[мртва веза]
- Osnivački Institut za Bezbednost i Investicije Архивирано на веб-сајту  (8. фебруар 2015) (CISI) je najveće britansko profesionalno telo za one koji rade u industriji bezbednosti i investicija. Nastalo je evolucijom Berze u Londonu, ima 40.000 članova u preko 100 država i sprovodi više od 37.000 testova svake godine.

CFA UK takođe nudi kvalifikacije. Predstavlja interese od oko 11.000 profesionalaca za investicije i deo je svetske mreže CFA Instituta.

### Sjedinjene Američke Države
Iako je pojam berzanski posrednik i dalje u upotrebi, ipak se više koriste pojmovi kao sto su "finansijski savetnik", "registrovani predstavnik" ili jednostavno "predstavnik". Sve su ovo skraćenice zvanične  (FINRA) oznake "registrovani predstavnik", dobijene polaganjem FINRA ispita za predstavnika Generalnog registra za hartije od vrednosti (takođe poznatog kao "ispit serije 7") i zaposlenjem (u saradnji sa) u registrovanoj brokersko-dilerskoj firmi ili kako se drugacije naziva, brokersko preduzeće, ili u neki veliki brokersko-dilerski centar , obično u sastavu FINRA.  Takođe postoje i druge FINRA licence ili serije testova. Osobe koje poseduju neke od ovih licenci, kao sto su licence "serije 6", ne mogu biti brokeri s obzirom da imaju zabranu prodaje akcija, a pri tome nisu obučeni niti lincencirani za sve poslove koje obavlja berzanski posrednik serije 7 (videti listu ispita). Prodaja varijabilnih proizvoda (kao sto su ugovori sa varijabilnim anuitetom ili univerzalna polisa zivotnog osiguranja) obicno zahteva od brokera da ima bar neku od državnih licenci za osiguranje.

## Slična zanimanja
Profesionalna zvanja slična berzanskom posredniku uključuju i zvanje investicionog savetnika i finansijskog savetnika. Finansijski savetnik može, ali ne mora da bude berzanski posrednik, s obzirom da neki nosioci licence kojima nije dozvoljena prodaja akcija imaju profesionalno zvanje finansijskog savetnika. "Investicioni savetnik", registrovani investicioni savetnik, ili predstavnik za investiciono savetovanje, obučeno je lice i poseduje mogućnosti slične onima koje ima broker, međutim sa različitom licencom i regulatornim nadzorom. Mnogi poseduju obe licence, i obično mogu da upravljaju računima zasnovanim na proviziji kao što to rade brokeri i računima zasnovanim na naknadi kao što to rade savetnici za investiranja ili predstavnici za investiciono savetovanje (IAR).
Regulatorna vlast finansijske industrije (FINRA) obezbeđuje online alat napravljen za bolje razumevanje profesionalne sertifikacije. 